# Datatourisme
 (mai 2025).
DATAtourisme est un dispositif national de traitement de données. Ses principes clés sont l'agrégation, la normalisation, la qualification et la diffusion en open data des données institutionnelles d’information touristique. Ses objectifs sont de faciliter l’accès aux données publiques, valoriser l’offre touristique des territoires et favoriser la création de services innovants. 

## Histoire
Le projet DATAtourisme est initié à l'été 2015, par la direction générale des entreprises, à partir d'un concept imaginé par le Réseau national des destinations départementales (devenu ADN Tourisme).
En juillet 2015, DATAtourisme est retenu parmi les lauréats du fonds transition numérique de l’État et modernisation de l’action publique, au titre du programme d'investissements d'avenir (PIA).
La plateforme DATAtourisme a été officiellement lancée en 2017.
Le dispositif DATAtourisme a été transféré début 2022 de la direction générale des entreprises vers ADN Tourisme, qui en assure désormais le pilotage complet.

## Gouvernance
Depuis son lancement et jusqu'à fin 2021, DATAtourisme était piloté et financé par la [direction générale des entreprises du ministère de l’Économie et des Finances, en partenariat avec ADN tourisme. 
Début 2022, ADN Tourisme a repris le pilotage et le financement du dispositif, qui s'appuie sur un principe de gouvernance collaborative impliquant les organismes institutionnels de tourisme et des partenaires, comme Atout France.

## Mécanisme
DATAtourisme fonctionne à partir d'une plateforme open data nationale, qui permet l'animation d'une communauté d'utilisateurs. La plateforme collecte les données à partir des systèmes d’informations touristiques, puis homogénéise ces données selon un langage commun et interprétable, dans le but de simplifier leur compréhension et leur exploitation. Ces données sont finalement diffusées en open data, réparties en quatre catégories consultables sur la plateforme : les lieux, les événements, les itinéraires et les activités touristiques.
Cet accès libre et gratuit des données s’inscrit dans le cadre de la loi pour une République numérique, qui favorise l’ouverture et la circulation des données et du savoir, l'accessibilité du numérique pour les citoyens et le respect de la vie privée des internautes.

## Ontologie
L’Ontologie DATAtourisme a été créée en 2015 par la société Perfect Memory, dans le cadre de l'élaboration initiale du projet. Elle se définit essentiellement selon des modèles référentiels existants : le principe d'un format de diffusion commun en un point d'accès unique est de structurer la connaissance partagée sur les données d’information du secteur touristique. Son profil sémantique est basé sur l'interconnexion des principales ontologies déployées à l'international, comme celles de Schéma, Dublin Core, FOAF, GoodRelations, etc. Ce profil est régulièrement mis à jour et enrichi selon l'évolution du secteur touristique. 
En 2020, l’ontologie DATAtourisme centralise l’ensemble des points d’intérêts recensés par les offices de tourisme, les agences départementales et les comités régionaux du tourisme : événements, sites naturels, patrimoniaux, culturels ou de loisirs, visites et activités, itinéraires, hébergements, commerces et services, ou encore restaurants. La description détaillée de ce format de référence est disponible sur l’espace FramaGIT. 